# Schweizer Demokraten
Schweizer Demokraten (SD) är ett högerextremt politiskt parti i Schweiz.
Partiet bildades 1961 som Nationalaktion mot förfrämligande av folk och hem (tyska: Nationale Aktion gegen Überfremdung von Volk und Heimat) och fick 1967 sin förste parlamentariker genom James Schwarzenbach. Denne drev 1970 igenom en folkomröstning om begränsning av utländsk arbetskraft till max 10%. Folkomröstningen hade rekordstort valdeltagande (75%). 45% stödde partiets linje, som om den vunnit gehör skulle ha lett till utvisning av uppemot 300 000 gästarbetare. 1971 lämnade Schwarzenbach partiet och bildade Republikanska rörelsen. 
Detta till trots gick partiet framåt rejält och erövrade fyra mandat i nationalrådet. Ett av dessa tillföll dåvarande partiledaren Valentin Oehen, som fortsatt kom att kom att representera Nationalaktionen i nationalrådet tills han lämnade partiet 1986. 
1990 antog man sitt nuvarande partinamn och i valet året därpå gjorde man sitt hittills bästa valresultat som resulterade i fem mandat i nationalrådet. 
I takt med att Schweiziska folkpartiet under 1990-talet lade sig till med en alltmer främlingsfientlig agenda så tappade SD väljarstöd och har inte uppnått parlamentarisk representation efter 2007.

## Valresultat
| Val  | Antal röster | %       | mandat |
| ---- | ------------ | ------- | ------ |
| 1967 | 6 275        | 0,6%    | 1      |
| 1971 | 63 781       | 3,2% ▲  | 4 ▲    |
| 1975 |              | 2,5% ▼  | 2 ▼    |
| 1979 |              | 1,3% ▼  | 2 ▬    |
| 1983 |              | 2,9% ▲  | 4 ▲    |
| 1987 |              | 2,5% ▼  | 3 ▼    |
| 1991 | 69 297 ▲     | 3,4% ▲  | 5 ▲    |
| 1995 | 59 613 ▼     | 3,1% ▼  | 3 ▼    |
| 1999 | 35 883 ▼     | 1,8% ▼  | 1 ▼    |
| 2003 | 20 177 ▼     | 1,0% ▼  | 1 ▬    |
| 2007 | 12 609 ▼     | 0,5% ▼  | 0 ▼    |
| 2011 |              | 0,2% ▼  | 0 ▬    |
| 2015 |              | 0,1% ▼  | 0 ▬    |
| 2019 | 3 202        | 0,1% ▲  | 0 ▬    |
| 2023 | 2 030        | 0,08% ▼ | 0 ▬    |